# Gulbene (stacja kolejowa)
Gulbene (ros. Гулбене) – stacja kolejowa w miejscowości Gulbene, w gminie Gulbene, na Łotwie.
Jest to stacja krańcowa linii szerokotorowej Pļaviņas - Gulbene oraz linii wąskotorowej Gulbene - Alūksne. Lokomotywownia kolei wąskotorowej.

## Historia
Stacja powstała w 1903 na wąskotorowej linii Valka - Pļaviņas. Podczas I wojny światowej przez Gulbene zbudowano linię w przebiegu równoleżnikowym (początkowo wąskotorową, w latach 1916-1921 przekutą to toru szerokiego) oraz linię do Pļaviņas przekuto w szerokotorową, czyniąc z Gulbene węzeł kolejowy z liniami do Pļaviņas, Ieriķi i Abrene (Pytałowa). Linię Ieriķi - Pytałowo, a wraz z nią węzeł, zlikwidowano po 1991.

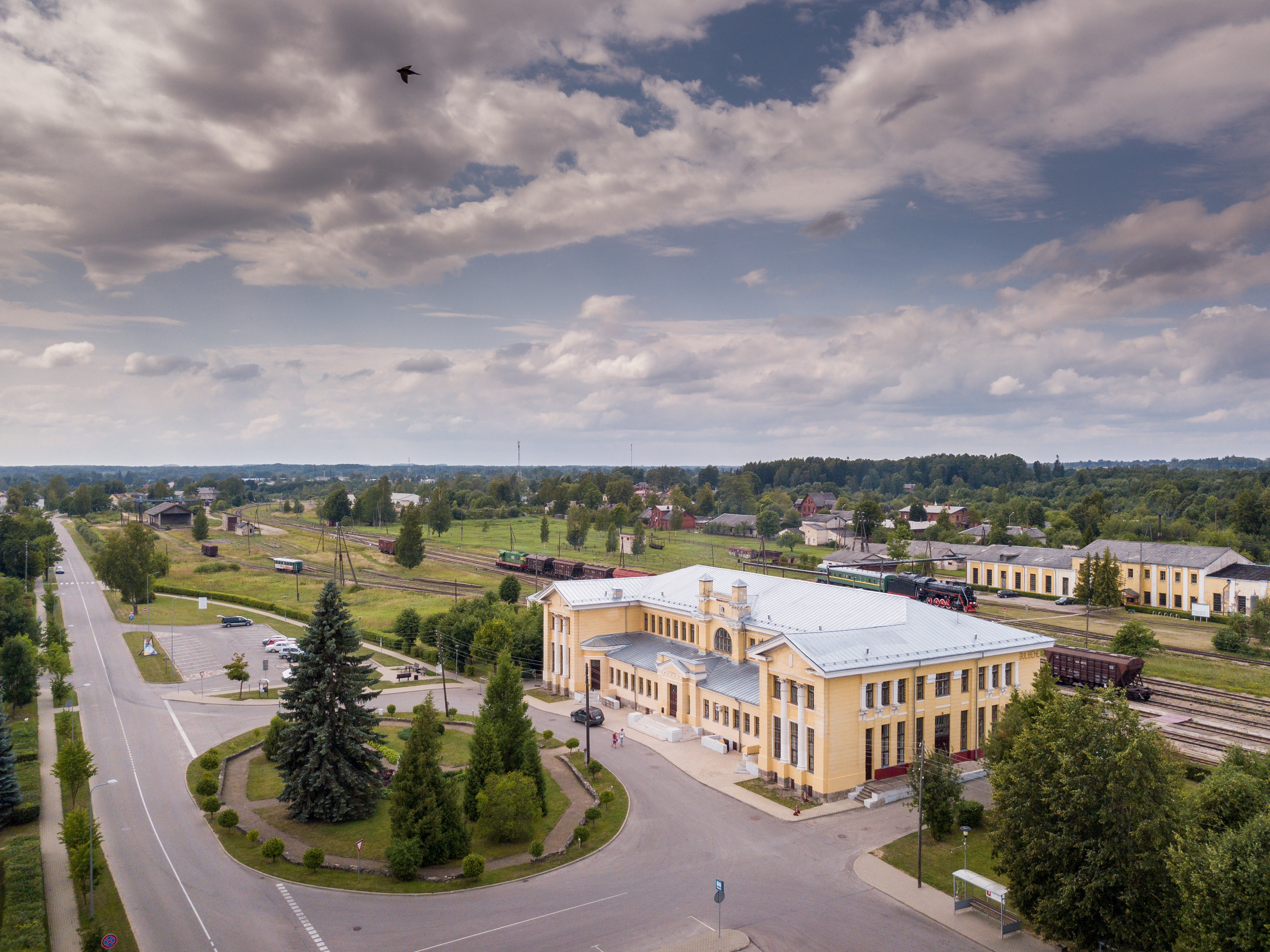
Stacja od strony miasta
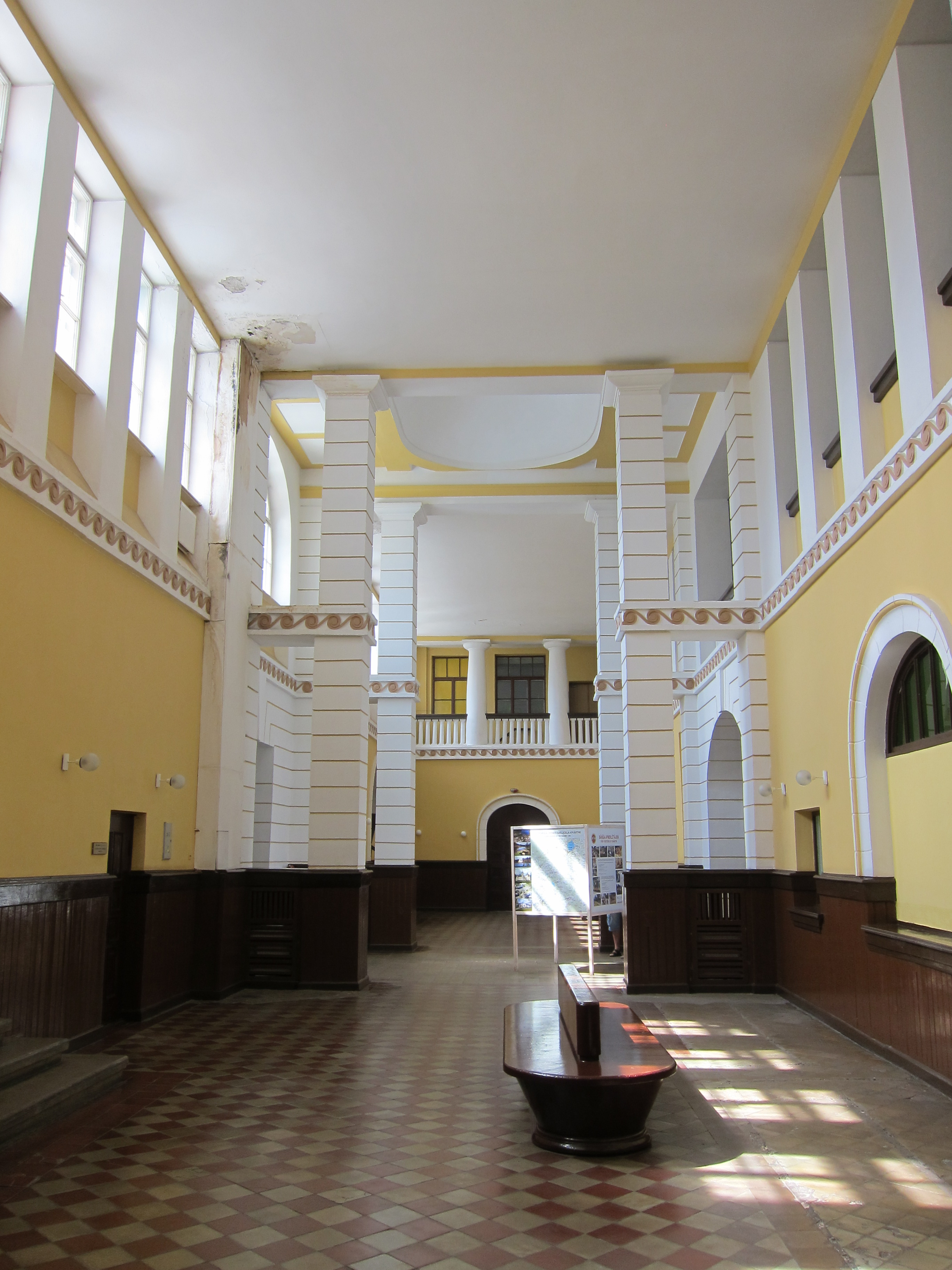
Wnętrze budynku dworca